# Haplidia andreasmuelleri
Haplidia andreasmuelleri är en skalbaggsart som beskrevs av Keith 2000. Haplidia andreasmuelleri ingår i släktet Haplidia och familjen Melolonthidae. Inga underarter finns listade i Catalogue of Life.